# Une ténébreuse affaire
Une ténébreuse affaire (em português, Um caso tenebroso) é um romance francês de Honoré de Balzac, surgido no começo do ano de 1841 em pré-publicação no jornal Le Commerce, depois em volume por Souverain e Lecou, em 1843, com uma dedicatória a "Monsieur de Margone, seu hóspede do castelo de Saché em reconhecimento. De Balzac". O romance integrará, em 1846, as Cenas da vida política da edição Furne da Comédia Humana. 

## Análise
Ao mesmo tempo um romance policial, romance de espionagem, cheio de complôs, reviravoltas, traições, a obra remete a A Bretanha em 1799 com um toque bem mais fino, mais hábil, menos guerreiro. A arte da tática é desenvolvida aqui com maestria particular. Em seu prefácio ao romance, o filósofo Alain se mostra muito entusiasmado: 
Esse romance, um dos maiores de Balzac, faz parte, naturalmente, dos romance da guerra civil. Aqui se encontra Corentin e a polícia. As camadas sociais aqui estão sublevadas de modo a fazer aparecer a Revolução, o Império de Napoleão e a Restauração, tais quais poderiam vê-los um simples cidadão dessa época. Essa análise política é superior a tudo que se pode citar na literatura.
E acrescenta (ponto de vista de que não partilham os amantes da ação rápida): 
E porque a análise social, diríamos sociológica mesmo, é feita ao mesmo tempo que a narrativa e pela narrativa mesma, não é fácil perceber tudo e reservar tempo para conhecer esse romance, um dos mais difíceis de ler.

## Um romance político
De fato, trata-se de um romance político, o único verdadeiro do autor, que deixa suas opiniões em segundo plano e faz exprimir sucessivamente aquelas dos realistas fanáticos que conspiram contra Bonaparte (a família de Simeuse, Laurence de Cinq-Cygne), dos realistas moderados, prontos a entrar em acordo com o novo regime (a família d'Hautserre, o velho marquês de Chargeboeuf que aconselha Laurence a fazer concessões), os antigos jacobinos (Michu e sua esposa Marthe, filha de um procurador da Montanha que ordenara a execução dos Simeuse e cuja lembrança trará horror à filha). Encontra-se também Corentin, dândi policial de espírito tortuoso, pronto a mudar de lado quando Fouché conspira contra Napoleão na véspera da Batalha de Marengo, e pouco antes da sagração imperial do Primeiro Cônsul.
Em realidade, se Balzac parece quase neutro e afastado de toda paixão realista, é porque ele espalha por todo o romance uma espécie de admiração difusa por Napoleão, um sentimento que impregna quase toda a Comédia Humana. Napoleão tem um destino, ele é forçosamente uma personagem balzaquiana. 
Finalmente, Fouché, que havia organizado um complô para assassinar Bonaparte (fazendo acusar os Simeuse e Michu, o fiel administrador do domínio deles), se vê obrigado a renunciar ao seu plano quando o futuro imperador, dado como perdedor, volta vencedor de Marengo.

## Resumo
A ação se passa em Arcis-sur-Aube, no momento em que o fiel administrador de propriedade Michu, com fama de jacobino, faz tudo para esconder que preserva os bens de seus antigos senhores (os Simeuse, guilhotinados durante a Revolução) e seus herdeiros: os gêmeos de Simeuse, que emigraram. Esses jovens emigrados acabam de voltam clandestinamente à França, e o administrador desconfia de tudo e de todos, com razão. Pois Fouché enviou no encalço da família, expulsa da terra de Gondreville e refugiada no domínio de Hautserre, dois dos seus espiões: Corentin e um policial de menor importância, Peyrade. Os dois homens surgem quando Michu limpa seu fuzil. Sabe-se já que o destino do homem está selado.
A jovem Laurence de Cinq-Cygne era ainda criança quando a população veio tirar os Simeuse de seu domínio, poupando os gêmeos por causa de sua pouca idade, e também Laurence, pequena criança aterrorizada. A característica da jovem é um total domínio de sua aparência. Ela joga com a sua beleza e sua graça para dar a ilusão de que não é senão uma frágil moçoila. Em verdade, ela esconde uma vontade de ferro e uma força viril. Faz crer a seus tutores Hautserre, que a acolheram após o drama, que ela percorre o campo a cavalo para seu prazer, quando a verdade é outra. Ela transmite, em realidade, mensagens aos Simeuse, apoiados pela aristocracia estrangeira hostil a Napoleão. Os pais Hautserre ignoram que seus dois filhos se juntaram igualmente a seus primos e pensam que os jovens se escondem para escapar à conscrição de Napoleão.
Os gêmeos Simeuse e os irmãos Hautserre, de volta à França, financiados pelas cortes estrangeiras, têm a intenção de restabelecer a realeza. Não se sabe de que forma realizarão isso. A explicação fica obscura, mas isso não atrapalha o desenvolvimento da ação que, como em todos os romances policiais, joga com inverossimilhanças. Fouché, suspeitando que eles querem recuperar a terra de Gondreville, cedida a um de seus homens de confiança de nome Malin, envia ao local os policiais Peyrade e Corentin.
Em realidade, Malin transportou para a terra de Gondreville documentos comprometedores para ele mesmo e para Fouché sobre outro complô: aquele que Fouché montou para se desfazer de Napoleão, fazendo cair a responsabilidade nas famílias Simeuse e Hautserre.
Enquanto isso, Malin desconfia (com razão) que Michu quer recuperar essa terra para seus antigos senhores. Ele suspeita também (e Corentin está lá para confirmar isso) que a família Hautserre, Michu, mademoiselle de Cinq-Cygne, e o grupo de pessoas unidas de uma maneira ou outra à terra de Gondreville, escondem os emigrados. O que é verdade.
Percorrendo a floresta, Michu descobriu os restos de um antigo monastério sob os quais se encontra uma gruta. É lá que ele esconde os jovens procurados e faz levar a comida necessária por um enviado que banca o tolo diante da polícia, por sua esposa que será apanhada, ou por mademoiselle de Cinq-Cygne. Michu, por outro lado, guarda um tesouro para uso de seus senhores. Enquanto se acredita que ele estava pronto a tudo para se enriquecer no vilarejo, ele, ao contrário, escondeu os sacos de ouro ao pé de árvores especificamente marcadas. Esse tesouro será de grande utilidade para a família.
Infelizmente, é no dia de carnaval na região, o mesmo dia no qual Malin é sequestrado, que a família resolve desenterrar o tesouro. O álibi deles será difícil de estabelecer. Mas mademoiselle de Cinq-Cygne trata Corentin com tal arrogância que ele perde um pouco de seu orgulho.
Balzac se inspiraria num caso célebre que se desenrolou em 1800: o sequestro do senador Clément de Ris sob o Império (encarnado por Malin no romance) ligado a um complô contra Napoleão. Mas essa ocorrência não têm senão um fraco papel na narrativa. Homens mascarados do mesmo porte que os Simeuse e os Hautserre sequestram Malin, queimando os documentos comprometedores e desaparecendo com o homem, que será encontrado na mesma gruta onde estavam escondidos os jovens Simeuse. Corentin termina, então, por descobrir o truque de Michu e este será o primeiro acusado. Pois Corentin manda a Marthe um bilhete no qual a letra de Michu é imitada, pedindo que esta envie provisões ao prisioneiro, com o fim de enganá-la e de acusá-la. E Marthe é presa.
Há um processo no tribunal de Troyes. Aconselhados por seu parente, o sábio marquês de Chargeboeuf que o acolhe em sua residência, ajudados por advogados talentosos (Bordin), apoiados pelo senhor de Grandville, imparcial substituto do procurador que não se deixa convencer por um júri "comprado", as famílias Simeuse, Hautserre, mademoiselle de Cinq-Cygne e Michu têm esperanças. Mas a armadilha de Corentin funciona maravilhosamente e Marthe é presa no momento em que ela leva um pão ao prisioneiro na gruta. Nada poderá salvar Michu do cadafalso e mademoiselle de Cinq-Cygne abandona sua arrogância para solicitar a Napoleão a clemência ao seu fiel administrador
De acordo com Alain: "Napoleão é, talvez, o verdeiro herói de Um caso tenebroso. Ele é gigante e real " Dessa forma, Laurence de Saint-Cygne vai encontrar Napoleão no campo de batalha na véspera da batalha de Iena e pede clemência para Michu, os de Simeuse e os de Hautserre. "Eles são inocentes", declara ela. Napoleão lhe mostra os acampamentos de dois exércitos e diz: "Aqueles lá são certamente inocentes, e amanhã, trinta mil homens terão morrido."
Com o anúncio da vitória de Napoleão em Marengo, Fouché sabe que perdeu a ocasião de tomar o poder. A narração dos detalhes de seu complô e das traições que o ameaçam se faz no salão parisiense da princesa de Cadignan. Os anos passaram. É De Marsay que conta as manobras de Talleyrand, Fouché e Sieyés. Um verdadeiro político, ele revela todos os detalhes e permite ao leitor compreender Marengo e o 18 de brumário. Enquanto isso, De Marsay tosse, e parece em mal estado. Balzac nos anuncia brevemente e sem mais explicações que isso se passa pouco antes de sua morte. Doença misteriosa, morte inexplicável, é um fim perfeito para esse misterioso membro dos Treze.